# Área de operação
Na linguagem das forças armadas dos EUA, uma área de operações (AO) é uma área operacional definida pelo comandante da força para a condução de atividades de combate e não combate pelas forças terrestres, aéreas e navais. As áreas de operações normalmente não abrangem toda a área operacional do comandante da força, mas devem ser grandes o suficiente para que os comandantes subordinados cumpram suas metas, atinjam objetivos e missões e protejam suas forças. Em uma AO, normalmente haverá uma rota de suprimento principal ao longo da qual veículos, pessoal e suprimentos serão transportados.